# Ornatiblatta maori
Ornatiblatta maori är en kackerlacksart som först beskrevs av Rehn, J. A. G. 1904.  Ornatiblatta maori ingår i släktet Ornatiblatta och familjen småkackerlackor. Inga underarter finns listade i Catalogue of Life.